# Frans Lindström
 Frans Gustav Lindström, född 18 juli 1874 i Storkyrkoförsamlingen, Stockholm, död 24 november 1954 i Solna, Stockholms län, var en svensk målare och tecknare.
Han var son till finsnickaren F. C. Lindström och hans hustru samt från 1905 gift med Sigrid Helena Hillberg, syster till akvarellmålaren Einar Hillberg. Han studerade en kortare tid vid Tekniska skolan i Stockholm men var huvudsakligen autodidakt som konstnär. Han var en Stockholmsskildrare och utförde över 1 000 akvareller med motiv av de äldre Klarakvarteren i Stockholm varav cirka 300 ägs av Stockholms borgargille.